# Pieter Coolman
Pieter Coolman (Brugge, 24 april 1989) is een Belgische volleyballer. Zijn positie is middenblokker.

## Levensloop
Op 20-jarige leeftijd begon Coolman als professionele volleybalspeler bij Decospan Volley Team Menen. Hier speelde hij drie seizoenen waarna hij de overstap maakte naar Knack Volley Roeselare. 
Pieter Coolman speelt ook voor de Belgische nationale ploeg, de Red Dragons.
Zijn zus Nina speelt ook volleybal.

## Nationale ploeg
| Jaar | Campagne               | Resultaat  |
| ---- | ---------------------- | ---------- |
| 2013 | Europees Kampioenschap | 13e plaats |
| 2014 | Wereldkampioenschap    | 17e plaats |
| 2018 | Wereldkampioenschap    | 7e plaats  |
| 2019 | Europees Kampioenschap | 9e plaats  |

## Individuele prijzen
| Jaar        | Prijs           |
| ----------- | --------------- |
| 2014 - 2015 | Beste aanvaller |